# Tokyo Performance Doll
Tokyo Performance Doll (англ. 東京パフォーマンスドール) — японская женская идол-группа, добившаяся популярности в начале 1990-х годов.
Существовала с 1990 по 1996 годы.
В 2013 году была возрождена в новом составе. Представлена новая группа была 21 июня 2013 года. На тот момент в ней было 10 участниц, отобранных из 8800 девушек со всей страны. Средний возраст группы составлял 15 лет

## Состав

### Фаза 2 (2013—)
| Имя                                          | Дата рождения    | Примечания |
| -------------------------------------------- | ---------------- | ---------- |
| Нана Такисима (яп. 高嶋菜七 Takashima Nana)  | 31 декабря 1996  | лидер      |
| Сэйра Дзёниси (яп. 上西星来 Jonishi Seira)   | 14 августа 1996  |            |
| Саки Сакураи (яп. 櫻井紗季 Sakurai Saki)     | 8 марта 1997     |            |
| Кахо Хамасаки (яп. 浜崎香帆 Hamasaki Kaho)   | 2 мая 1997       |            |
| Акари Ваки (яп. 脇あかり Waki Akari)         | 24 января 1998   |            |
| Сакурако Иида (яп. 飯田桜子 Iida Sakurako)   | 28 апреля 1998   |            |
| Саки Дзингу (яп. 神宮沙紀 Jingu Saki)        | 12 сентября 1998 |            |
| Аню Кобаяси (яп. 小林晏夕 Kobayashi Anyu)    | 9 ноября 1998    |            |
| Футаба Кобаяси (яп. 橘二葉 Tachibana Futaba) | 5 марта 1999     |            |

Средний возраст (на 24.2.2025): 27 лет 86 дней
Бывшие участницы
- Минами Сана (яп. 美波沙南 Sanа Minami) （отставка: 21 января 2014）

### Фаза 1 (1990—1996)
Основные участницы
- Сатоми Кихара (яп. 木原さとみ Kihara Satomi) （лидер, выпуск: октябрь 1995)
- Михо Ёнэмицу (яп. 米光美保 Yonemitsu Miho) （выпуск: сентябрь 1994）
- Рёко Синохара (яп. 篠原涼子  Ryoko Shinohara) （выпуск: сентябрь 1994）
- Тиса Кавамура (яп. 川村知砂 Kawamura Chisa) （выпуск: октябрь 1995)
- Юри Итии (яп. 市井由理 Ichii Yuri) （выпуск: сентябрь 1994）
- Юко Анаи (яп. 穴井夕子 Anai Yuko) （выпуск: апрель 1995)
- Маи Ягита (яп. 美波沙南 Yagita Mai) （выпуск: октябрь 1995)

## Дискография
- См. статью «Tokyo Performance Doll § Discography» в английском разделе.